# SELENOI
SELENOI (англ. Selenoprotein I) — білок, який кодується однойменним геном, розташованим у людей на 2-й хромосомі. Довжина поліпептидного ланцюга білка становить 397 амінокислот, а молекулярна маса — 45 229.
| 10         |  | 20         |  | 30         |  | 40         |  | 50         |
| ---------- |  | ---------- |  | ---------- |  | ---------- |  | ---------- |
| MAGYEYVSPE |  | QLAGFDKYKY |  | SAVDTNPLSL |  | YVMHPFWNTI |  | VKVFPTWLAP |
| NLITFSGFLL |  | VVFNFLLMAY |  | FDPDFYASAP |  | GHKHVPDWVW |  | IVVGILNFVA |
| YTLDGVDGKQ |  | ARRTNSSTPL |  | GELFDHGLDS |  | WSCVYFVVTV |  | YSIFGRGSTG |
| VSVFVLYLLL |  | WVVLFSFILS |  | HWEKYNTGIL |  | FLPWGYDISQ |  | VTISFVYIVT |
| AVVGVEAWYE |  | PFLFNFLYRD |  | LFTAMIIGCA |  | LCVTLPMSLL |  | NFFRSYKNNT |
| LKLNSVYEAM |  | VPLFSPCLLF |  | ILSTAWILWS |  | PSDILELHPR |  | VFYFMVGTAF |
| ANSTCQLIVC |  | QMSSTRCPTL |  | NWLLVPLFLV |  | VLVVNLGVAS |  | YVESILLYTL |
| TTAFTLAHIH |  | YGVRVVKQLS |  | SHFQIYPFSL |  | RKPNSDLGM  |  | EEKNIGL    |

A: Аланін

C: Цистеїн

D: Аспарагінова кислота

E: Глутамінова кислота

F: Фенілаланін

G: Гліцин

H: Гістидин

I: Ізолейцин

K: Лізин

L: Лейцин

L: UЛейцин

M: Метіонін

N: Аспарагін

P: Пролін

Q: Глутамін

R: Аргінін

S: Серин

T: Треонін

V: Валін

W: Триптофан

Кодований геном білок за функцією належить до трансфераз. 
Задіяний у таких біологічних процесах, як метаболізм ліпідів, біосинтез ліпідів, ацетилювання. 
Білок має сайт для зв'язування з іонами металів, іоном магнію, іоном марганцю. 
Локалізований у мембрані.